# Lizak pospolity
Lizak pospolity (Gyrophaena boleti) – gatunek chrząszcza z rodziny kusakowatych i podrodziny rydzenic. Zamieszkuje palearktyczną Eurazję.

## Taksonomia
Gatunek ten opisany został po raz pierwszy w 1758 roku przez Karola Linneusza pod nazwą Staphylinus boleti. Stanowi gatunek typowy podrodzaju Agaricophaena.

## Morfologia

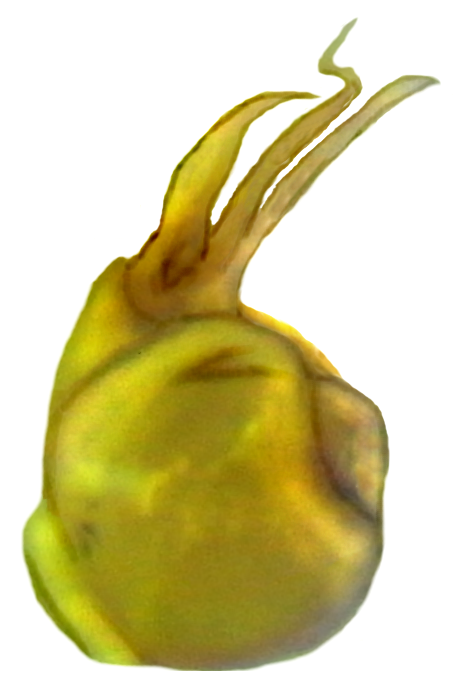
Genitalia samca

Chrząszcz o wydłużonym, prawie równoległobocznym ciele długości od 0,9 do 1,3 mm. Głowa jest smoliście czarna, co najwyżej nieznacznie szersza niż dłuższa. Czułki mają żółty kolor. Brązowe przedplecze jest płaskie, poprzeczne, ale o szerokości mniejszej niż półtorakrotność długości, po bokach niemal równomiernie zaokrąglone. Jego powierzchnia jest wskutek silnej mikrorzeźby matowa, opatrzona bezładnym, bardzo drobnym, trudno dostrzegalnym punktowaniem, pozbawiona szeregów punktów. Pokrywy są nieco chropowato punktowane, zazwyczaj brązowo ubarwione. Kolor odnóży jest żółty. Odwłok ma ubarwienie smoliście czarne.

## Ekologia i występowanie
Owad ten zasiedla lasy. Jest polifagicznym mykofagiem. Bytuje w porastających drzewa liściaste i iglaste owocnikach różnych gatunków grzybów, najchętniej w żagwiach, hubiakach, gmatwkach i wrośniakach. Pokarm stanowią zarodniki. Jaja składane są w hymenoforze i tam też zamieszkują larwy. Wyrośnięte larwy wypadają na dno lasu i tam następuje przepoczwarczenie.
Gatunek palearktyczny o borealno-górskim typie rozsiedlenia. W Europie znany jest z Hiszpanii, Francji, Niemiec, Szwajcarii, Austrii, Włoch, Danii, Szwecji, Norwegii, Finlandii, Estonii, Łotwy, Litwy, Polski, Czech, Słowacji, Węgier, Ukrainy, Rumunii, Bułgarii, Chorwacji, Bośni i Hercegowiny, Serbii i europejskiej części Rosji. W Azji podawany jest z syberyjskiej części Rosji, anatolijskiej części Turcji, Gruzji i Kazachstanu.